# Пирин (національний парк)
Національний парк Пирин (болг. Национален Парк Пирин) — природний національний парк, який занесений в Світову спадщину ЮНЕСКО, розташований на південному заході Болгарії (Благоєвградська область). Значна площа парку (а саме 403 км²) розкинулася на території гірської системи Пирин. На території парку знаходяться два природні заповідники: Байові дубки-Дженджириця (болг. Баюви дупки — Джинджирица) та Юлен (болг. Юлен). Парк знаходиться на висотах між 1008 до 2914 м.
Національний парк Пирин є одним із трьох національних парків у Болгарії (інші два — Рила та Центральний Балкан).

## Історія заснування
У 1963 році, у північній частині гірської системи Пирин було створено Національний парк Вихрен (6,212 га) (постанова № 3074 від 6 листопада 1962 Комітету з лісового господарства Болгарії). У 1976 він був розширений до 27000 га і перейменований в Національний парк Пирин (Постанова № 1036 від 3 березня 1976, Міністерство лісового господарства). Національний парк «Пирин» був збільшений до 40,060 га в 1987 році (постанова № 1036 від 17 листопада Комітет з охорони навколишнього середовища при Раді Міністрів)

### Внесення в список ЮНЕСКО
Під час 7-сесії Комітету всесвітньої спадщини ЮНЕСКО, що проходила із 5 по 9 грудня 1983 року у Флоренції(Італія), національний парк «Пирин» було внесено в список Світової спадщини ЮНЕСКО.(Див Список об'єктів Світової спадщини ЮНЕСКО в Болгарії). В 1998 році, після прийняття нового закону, територію парку збільшили до 403,32 км².

## Географія
Національний парк Пирин знаходиться на південному заході Болгарії, між долинами річок Струма і Места. Територія парку межує із населеними пунктами: Гоце Делчев, Банско, Разлог, Сімітлі, Кресна, Струмяни і Санданський. Клімат середземноморський. Зима у верхніх частинах гір холодна і тривала, зі сніговим покривом, що там тримається, від п'яти до восьми місяців. Літо прохолодне і коротке. Велика кількість озер (понад 180). Розташований на трьох поясах рослинності: Гірський пояс, субальпійський пояс, альпійський пояс.
Найвища вершина — Вихрен (2914,3 м)
На території парку присутня велика кількість видів, що охороняються Законом про захист природи або включені до списків охоронюваних або рідкісних видів. Типовий представник цих видів, який знаходиться в парку, є едельвейс, який з часом став символом гори Пирин. Загальне число видів, що охороняються законом майже 60 і число видів, присутніх в Червоній книзі Болгарії — 126.

### Флора

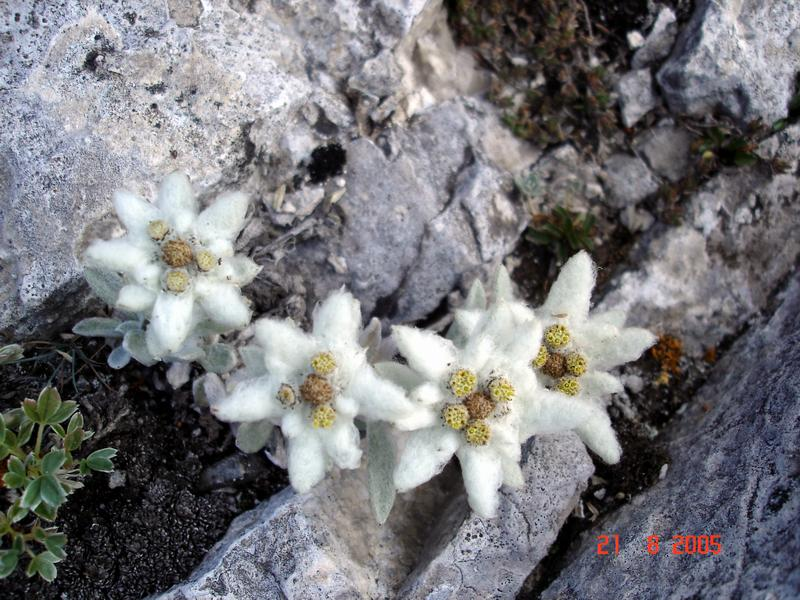
Едельвейс

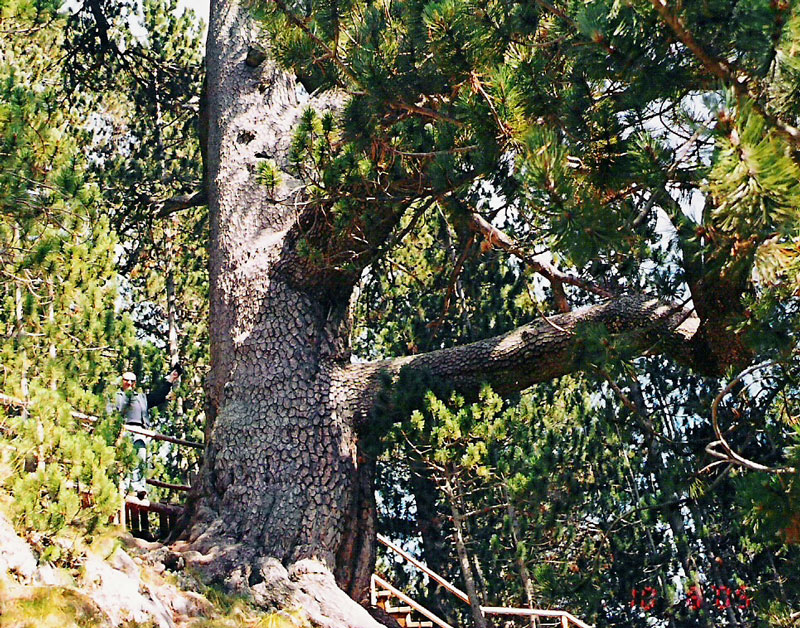
Сосна Байкушева

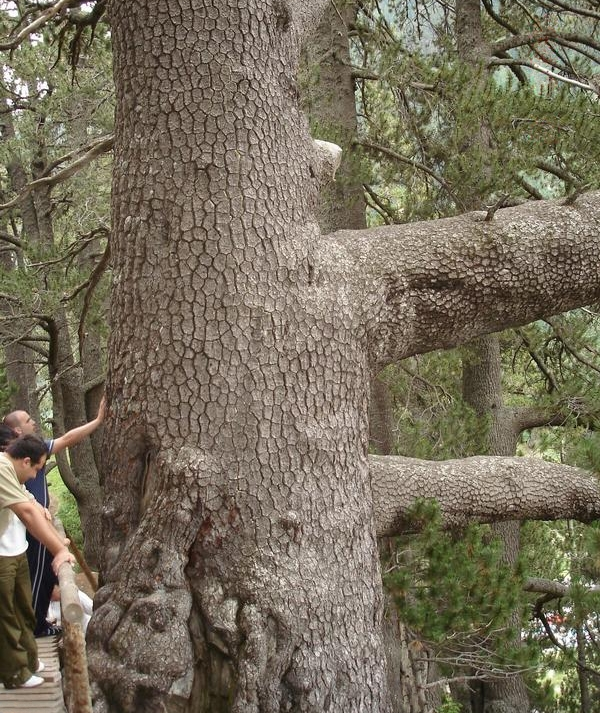
Сосна Байкушева

Піринський парк містить більш ніж 1300 видів наземних рослин, що становить 30 % усіх наземних рослин Болгарії. Також виявлено близько 300 видів мохів і велику кількість водоростей. Національний парк представляє особливий інтерес стосовно ендемічних видів, яких на території багато. Місцеві ендемічні види національного парку: мак піринський, чебрець Піринський, (лат. Verbascum davidoffii), (лат. Thymus perinicus), (лат. Poa pirinica) та ін. У нижньому поясі гір поширені ялинкові та букові ліси, середній пояс займають соснові рідколісся, субальпійські та альпійські луки.
У цій зоні знаходиться одне із найстаріших дерев в Болгарії (друге по віку після Гранітного дуба, (болг. Гранитски дъб) — Сосна Байкушева (болг. Байку́шева му́ра), вік якої перевищує 1300 років. В парку можна зустріти майже зниклий едельвейс і Піринський мак.

### Фауна

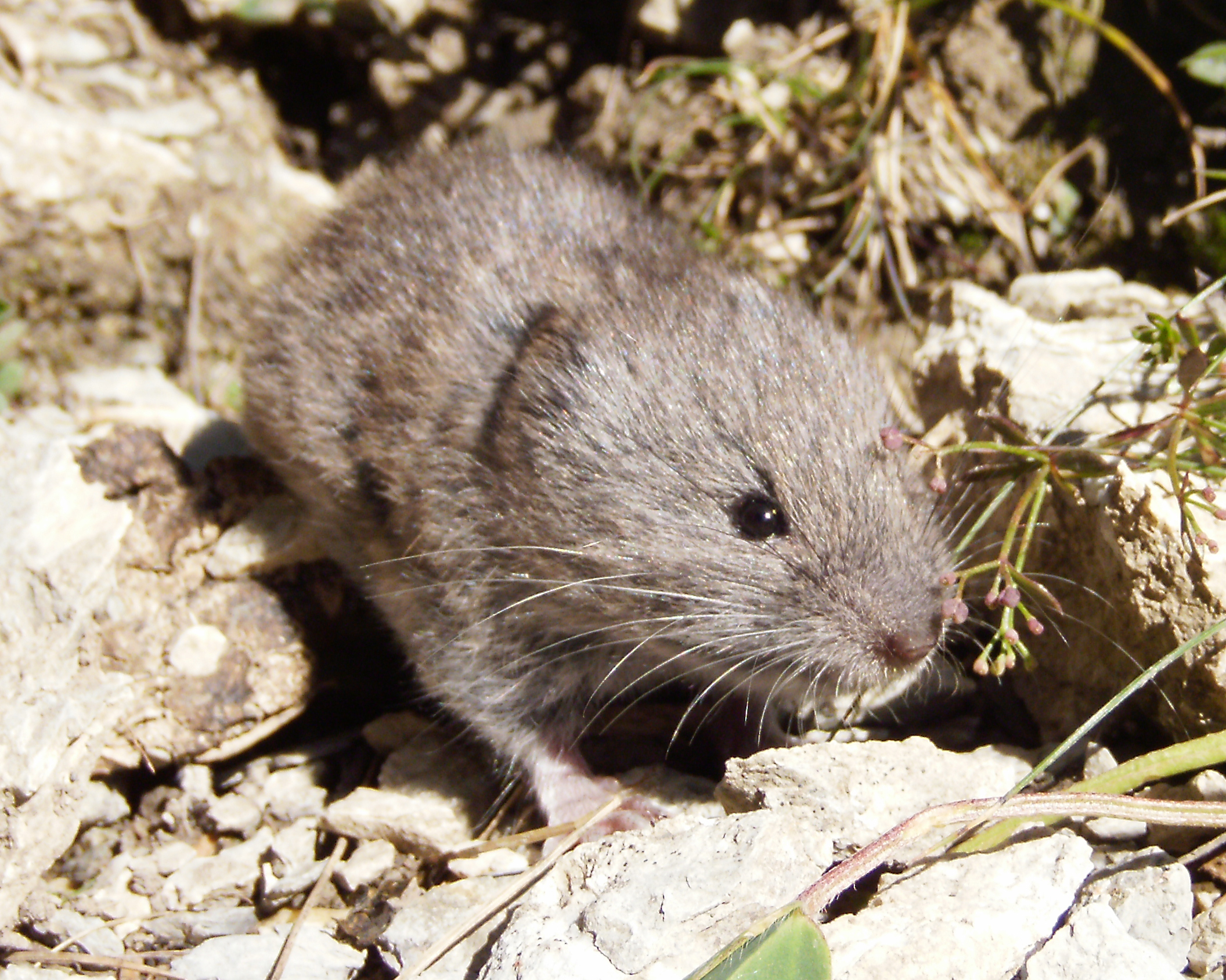
Полівка снігова

Фауна парку становить приблизно 2090 видів. Серед яких близько 300 рідкісних видів, 214 ендемічних видів, 175 видів реліктових і 15 видів тварин, внесених в міжнародні списки зникомих видів. Серед великих тварин проживають: бурий ведмідь, вовк, олень, сарна, вепр, лисиця і борсук. Води парку заселяють 6 видів риб. 

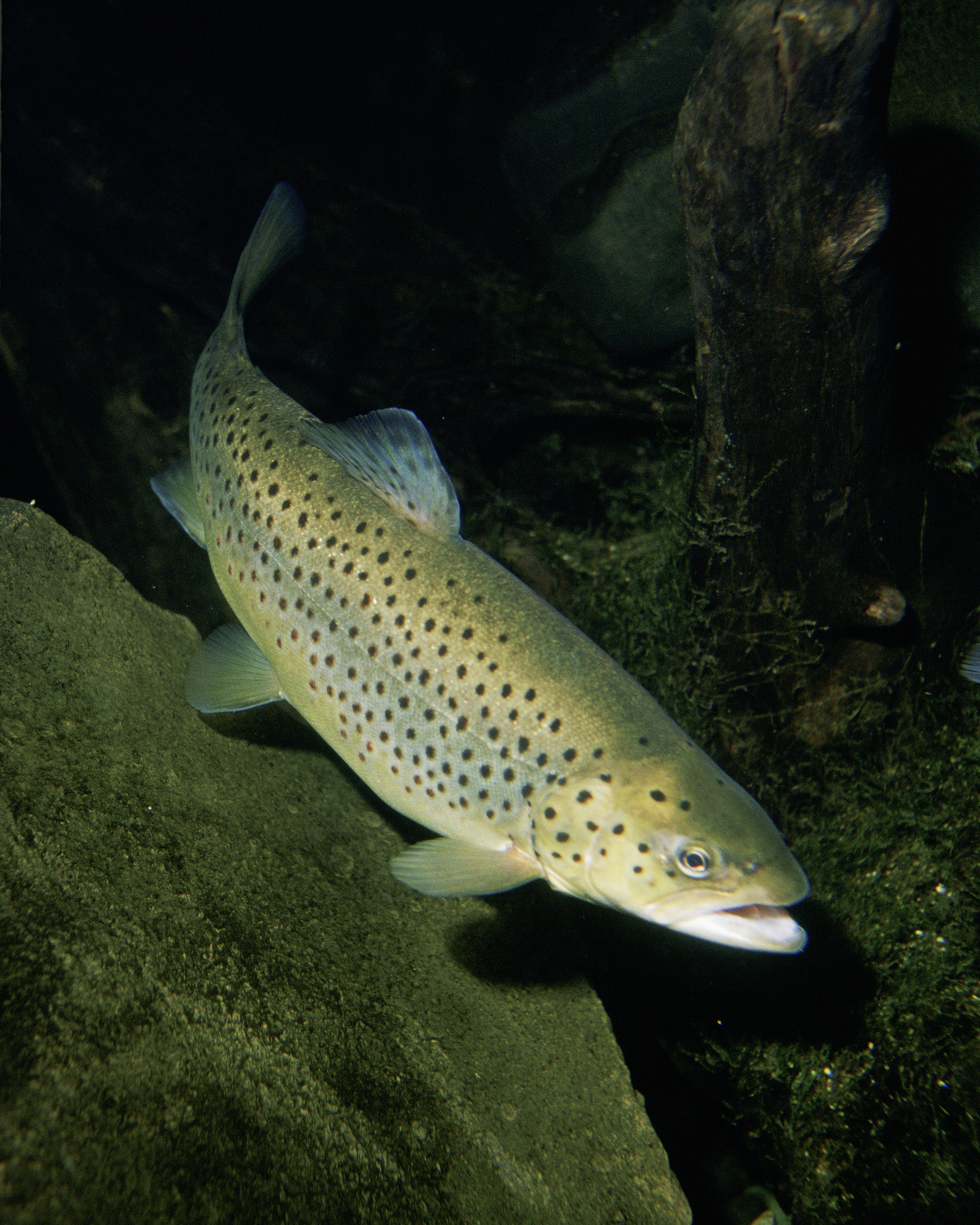
Пструг струмковий (форель струмкова)

Особливий інтерес становлять види райдужна форель і струмкова форель, які не дуже поширені в Європі. В основному ці види зустрічаються в Північній Америці. Один з видів, які колись населяли води національного парку — Вугор електричний, тепер вважається повністю зниклим з території парку. Він входить до Червоної книги Болгарії в категорію повністю зниклих. Класи амфібій і рептилій в національному парку є 19 видів, з яких 8 видів земноводних, 11 — плазунів. Реліктові види амфібій і рептилій, що мешкають тут: Жаба трав'яна, Ящірка живородна і Гадюка звичайна.
Кількість птахів, які можна побачити в парку — близько 160. Це велика кількість, оскільки це становить близько 40 % всіх видів птахів, знайдених на території Болгарії. Реліктові види: сич волохатий, дятел білоспинний та дятел трипалий. На території парку було виявлено 45 видів ссавців, що складає 50 % усіх ссавців на території Болгарії. Особливий інтерес представляє полівка снігова, як льодовиковий реліктовий вид. У Червону книгу Болгарії занесено 5 видів ссавців. Для видів, що потребують спеціальних заходів щодо збереження, було оголошені бурого ведмедя та козиця звичайна.
Велика кількість тварин потребують спеціальних заходів захисту і збереження. Найбільша кількість таких тварин, на території національного парку, серед птахів. Деякі з цих птахів: Підорлик малий, Орел-карлик, беркут, сокіл, сапсан, глухар, європейський кеклик (або європейська гірська курочка), Слуква (або вальдшнеп), голуб-синяк, дятел білоспинний, та ін. Приводом для створення спеціальних заходів щодо збереження окремих видів, є те, що кількість їх населення в парку поступово зменшується.

## Галерея

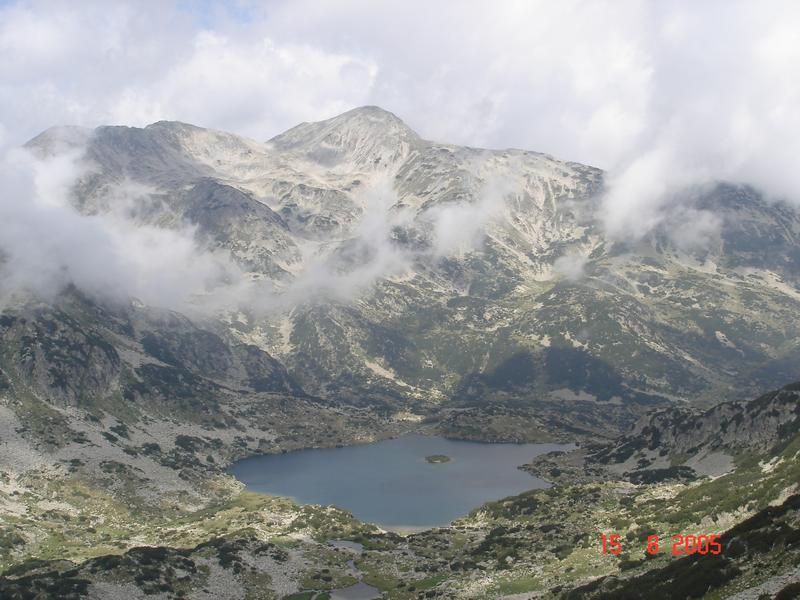
озеро Попове
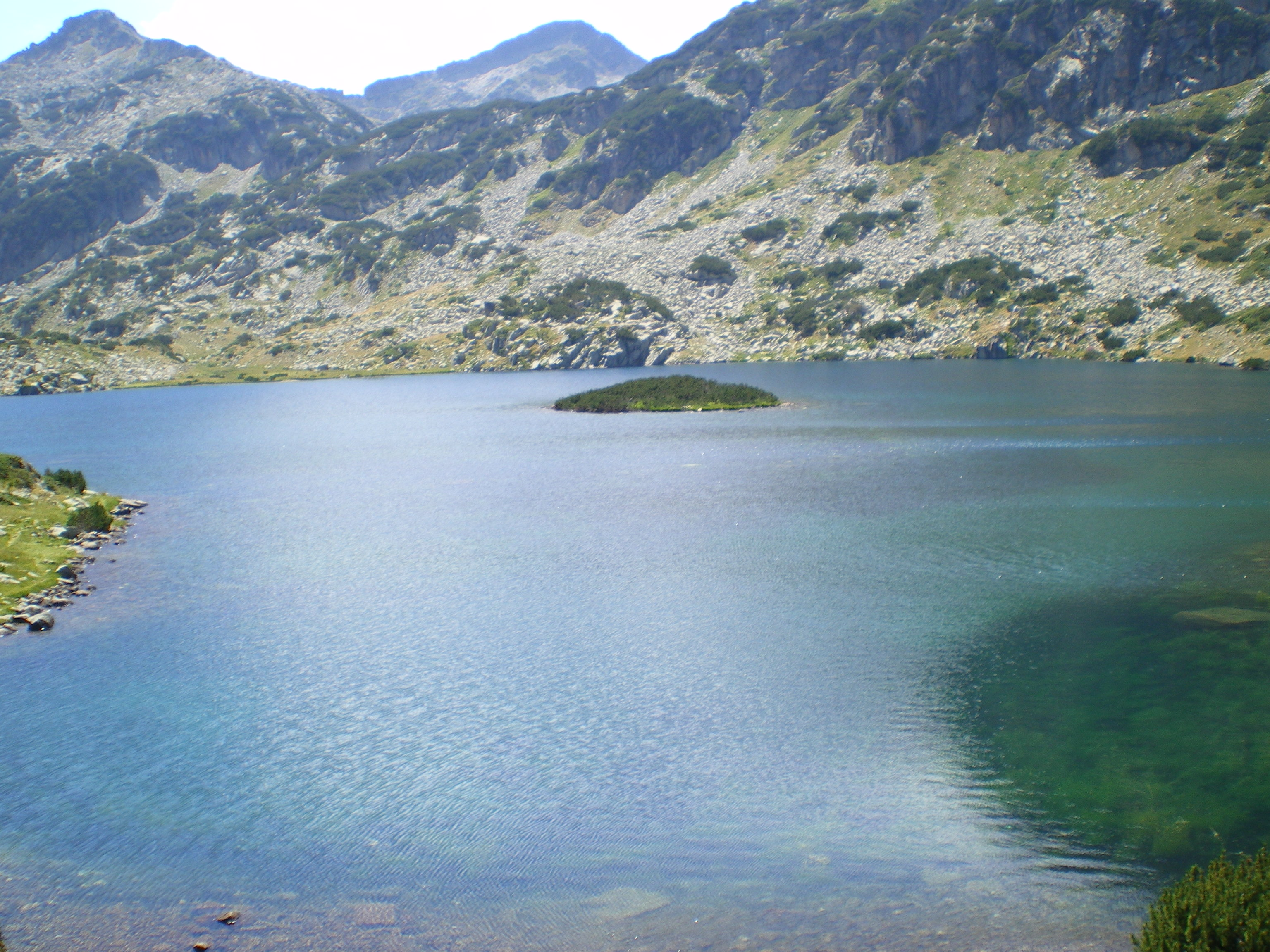
озеро Попове (вигляд із берега)
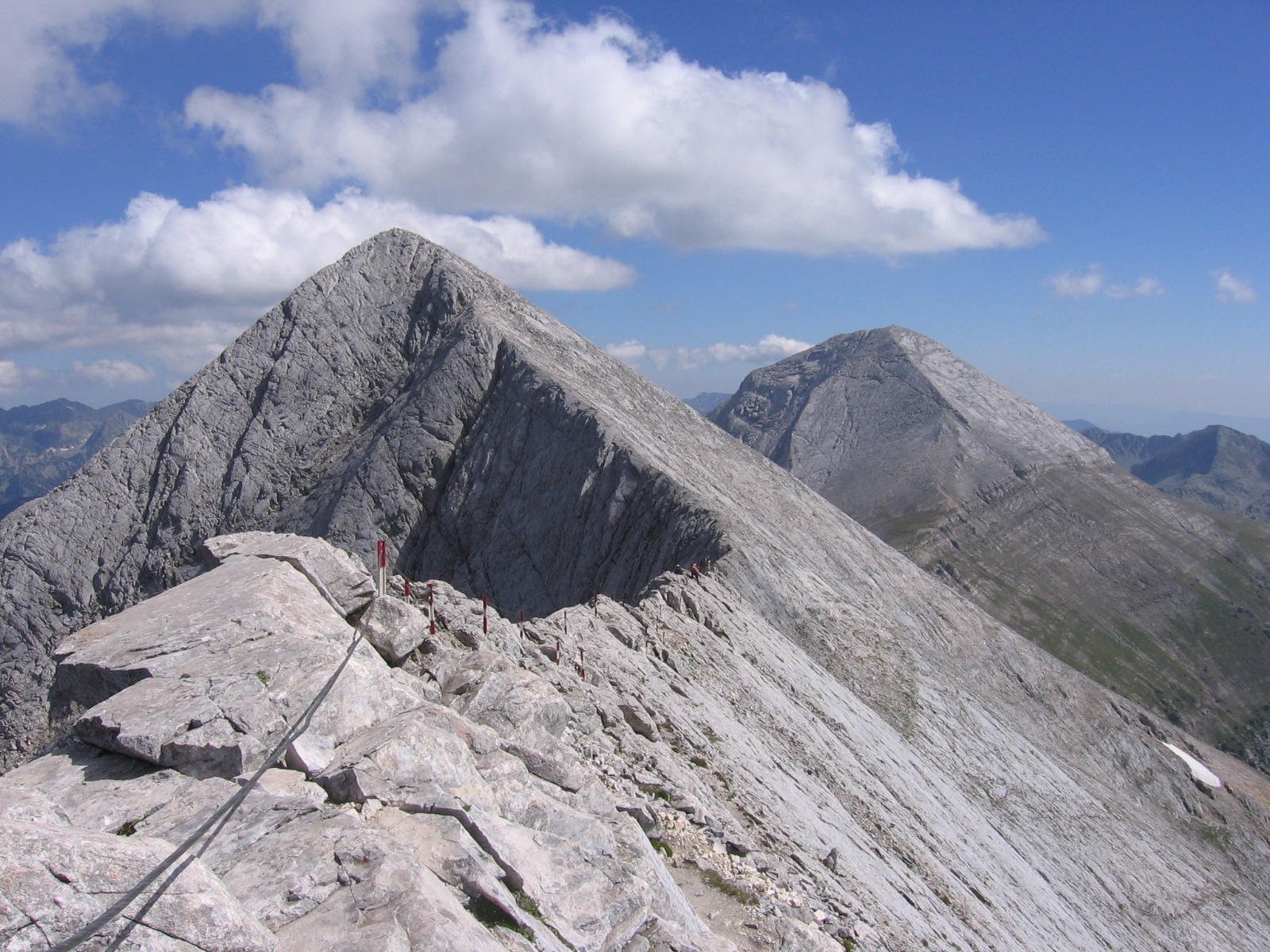
Гори Кутело та Вихрен (відповідно)
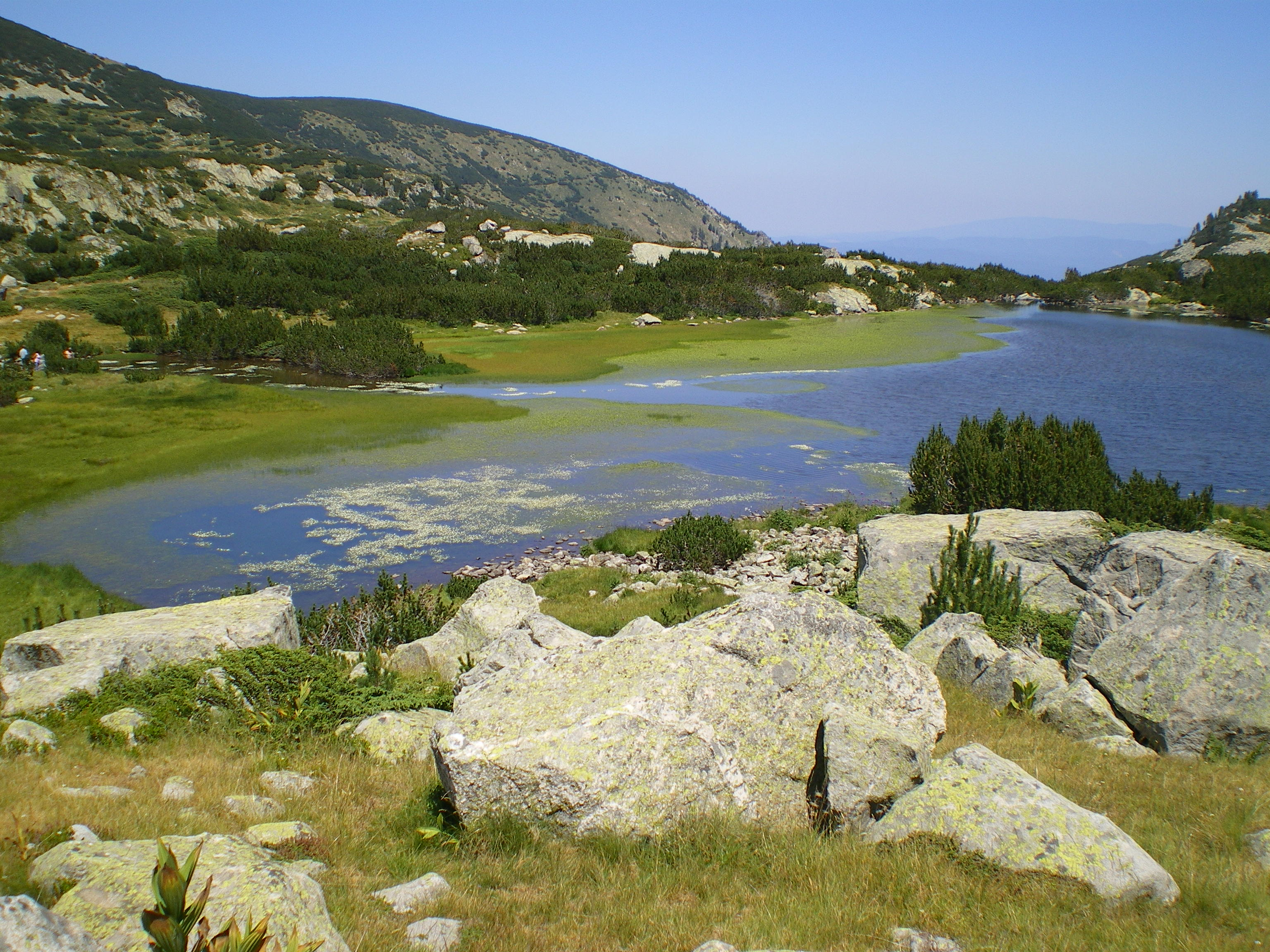
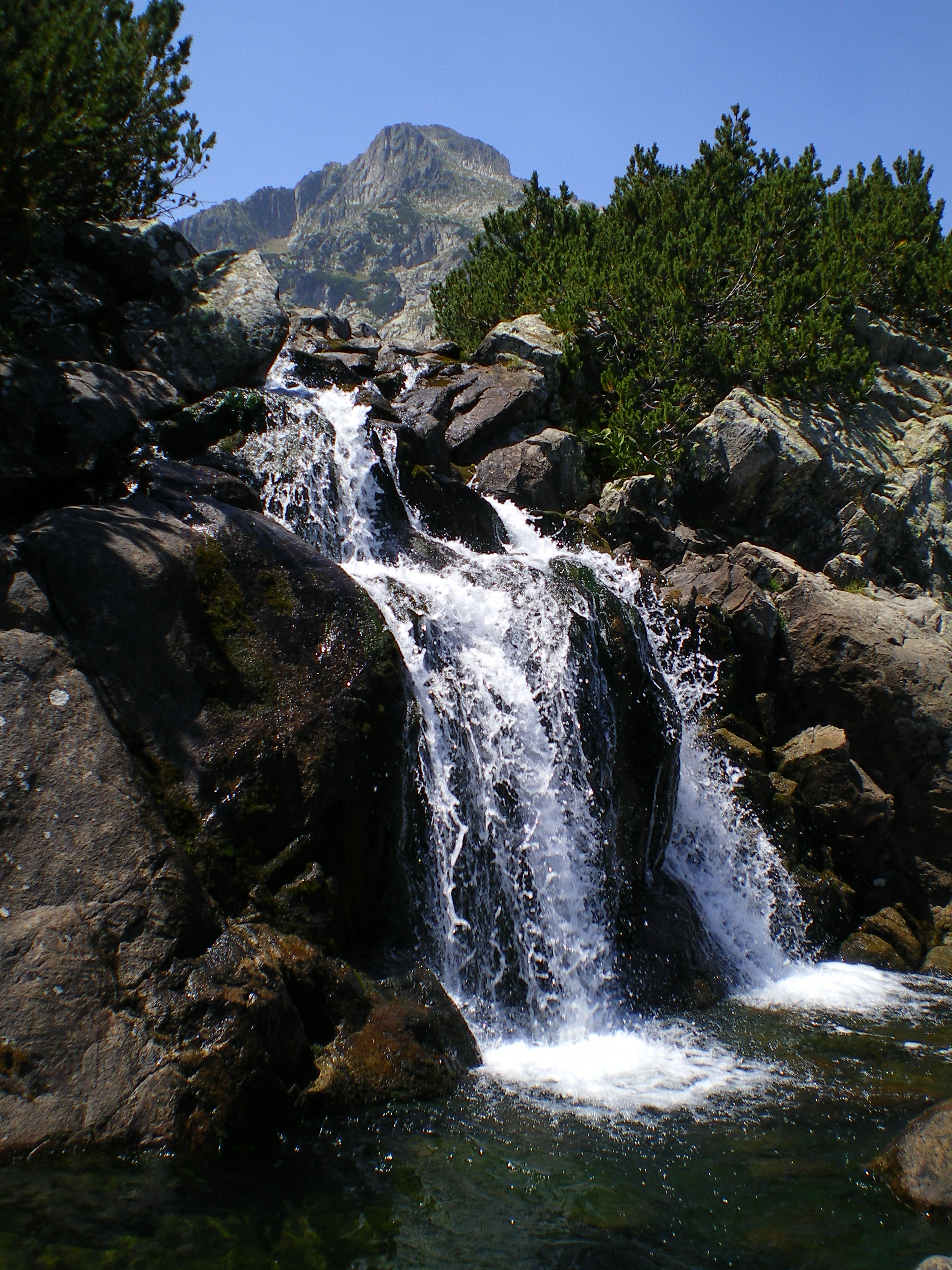
водоспад біля озера Попово
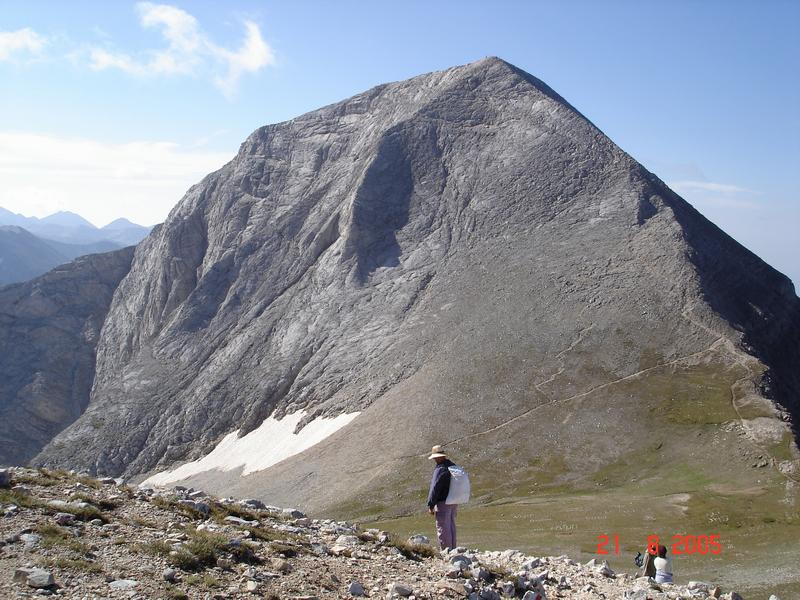
гора Вихрен
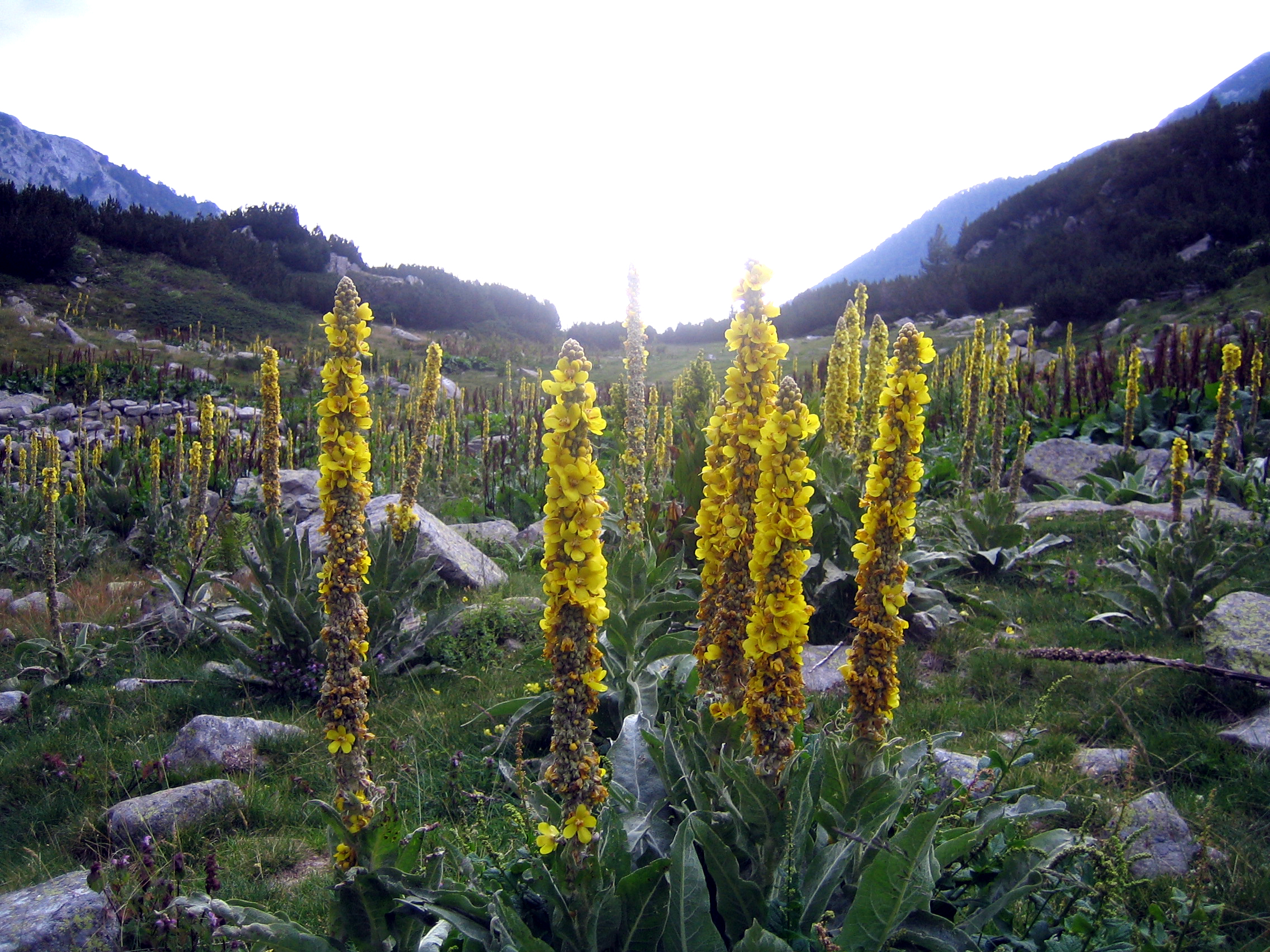
на території парку
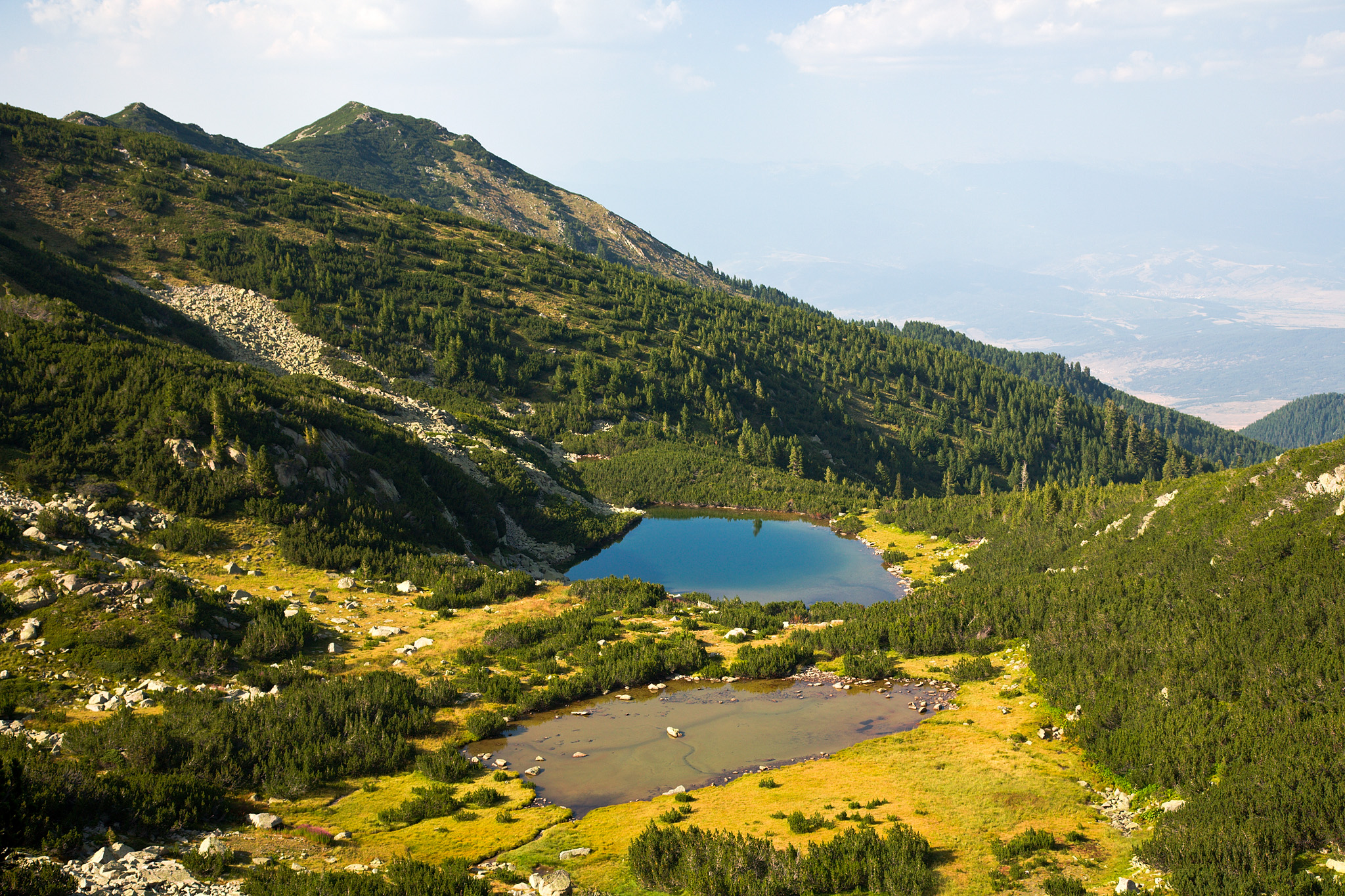
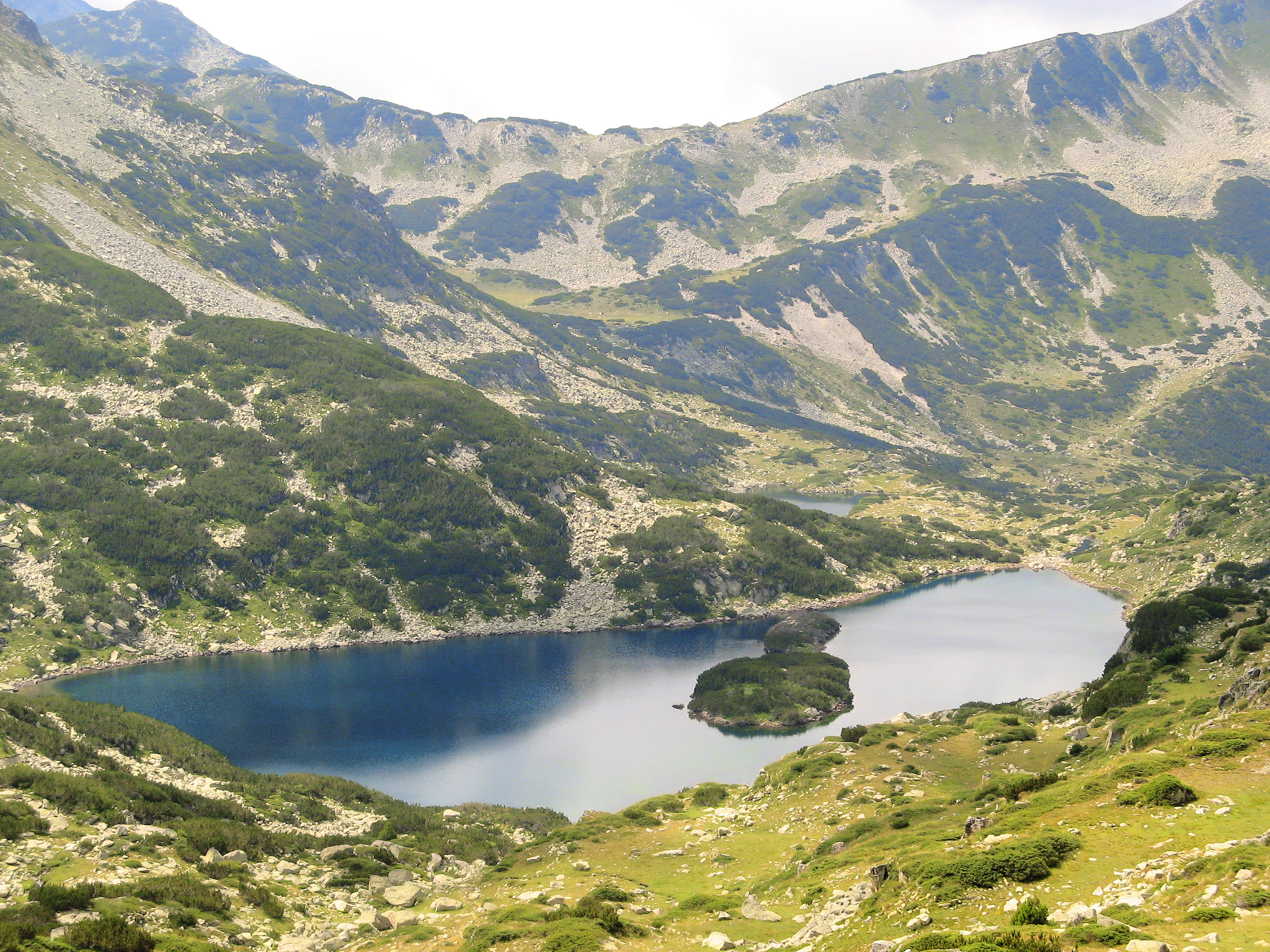